# Tracks (película de 2013)
Tracks (en España, El viaje de tu vida) es una película dramática australiana de 2013 dirigida por John Curran y protagonizada por Mia Wasikowska y Adam Driver. Es una adaptación de las memorias de Robyn Davidson del mismo nombre, que relatan el viaje de nueve meses de la autora en camellos por el desierto australiano. Se mostró en el Festival Internacional de Cine de Toronto 2013 (Presentación especial) y en el 70 ° Festival Internacional de Cine de Venecia 2013 (en Competencia Oficial). Se estrenó en Australia como película de inauguración en el Festival de Cine de Adelaida el 10 de octubre de 2013. La película se ha exhibido en otros festivales de cine, incluidos Londres, Vancouver, Telluride, Dubái, Sydney OpenAir, Dublín y Glasgow.

## Guion
En 1977, Robyn Davidson viaja desde Alice Springs a través de 2700 kilómetros (1677,7 mi) de desiertos australianos hasta el Océano Índico con su perro y cuatro dromedarios. El fotógrafo de National Geographic Rick Smolan documenta su viaje.

## Reparto
- Mia Wasikowska como Robyn Davidson
- Adam Driver como Rick Smolan
- Lily Pearl como la joven Robyn Davidson[8]
- Rolley Mintuma como el Sr.Eddy
- Brendan Maclean como Peter
- Rainer Bock como Kurt
- Jessica Tovey como Jenny
- Emma Booth como Marg

## Producción
Hubo cinco intentos a principios de los años ochenta y noventa para adaptar el libro como película.  En 1993, eligieron a Julia Roberts como protagonista en una adaptación de Caravan Pictures.  El proyecto finalmente salió adelante.  En mayo de 2012, se publicó que Mia Wasikowska interpretaría a Robyn Davidson en una adaptación dirigida por John Curran.  En agosto, Adam Driver fue elegido como Rick Smolan.  El guion fue de Marion Nelson.
La financiación se obtuvo de Screen Australia, South Australian Film Corporation, Adelaide Film Festival, Deluxe Australia, preventas y Aver Media Finance de Canadá.
Con un presupuesto de 12 millones de dólares, la película comenzó a rodarse el 8 de octubre de 2012.    
Fue filmada en Australia del Sur y el Territorio del Norte. Julie Ryan fue coproductora.

### Reconocimientos

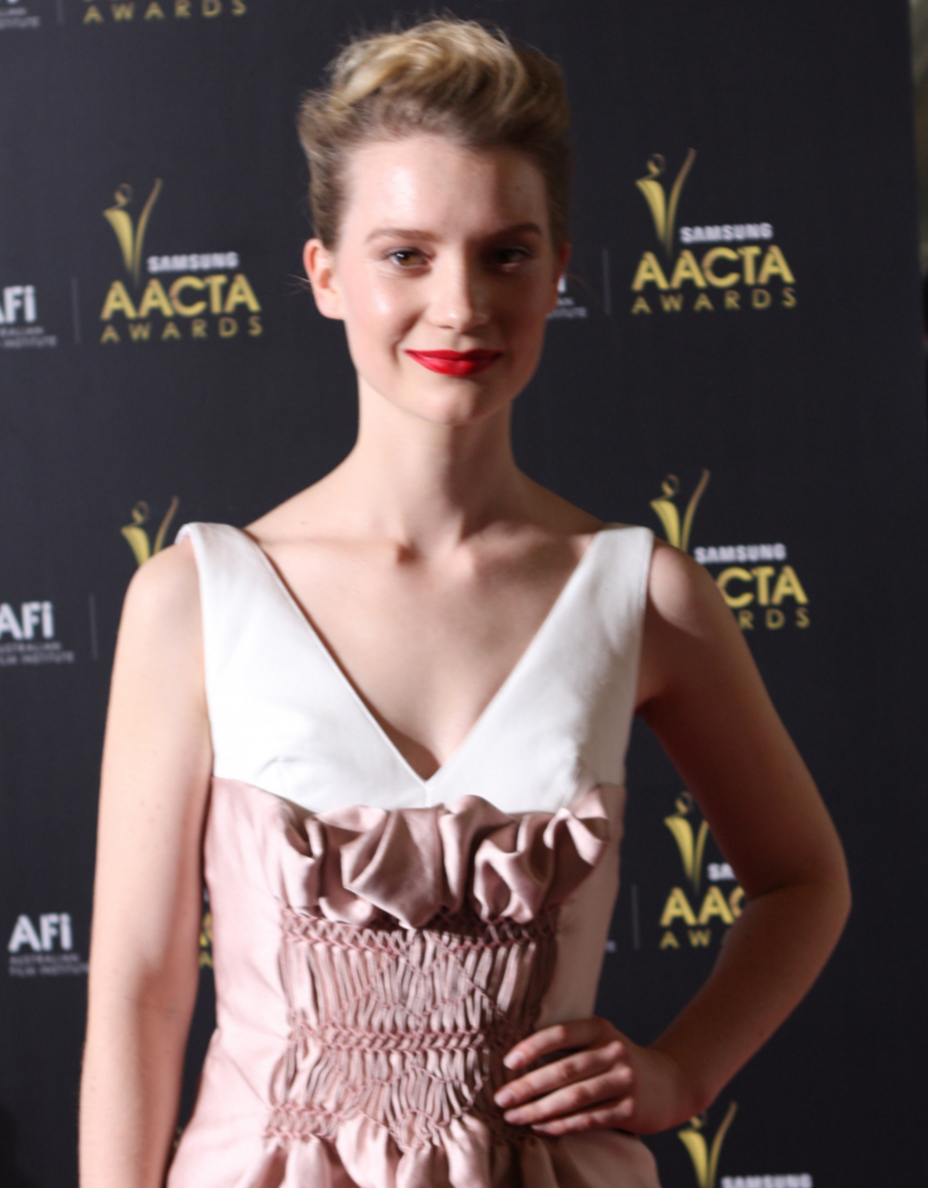
Mia Wasikowska, protagonista de El viaje de tu vida

| Premio                                   | Categoría                     | Protagonista   |
| ---------------------------------------- | ----------------------------- | -------------- |
| AACTA Awards (4th)                       | Mejor película                | Iain Canning   |
| AACTA Awards (4th)                       | Mejor película                | Emile Sherman  |
| AACTA Awards (4th)                       | Mejor actriz                  | Mia Wasikowska |
| AACTA Awards (4th)                       | Best Cinematography           | Mandy Walker   |
| AACTA Awards (4th)                       | Best Costume Design           | Mariot Kerr    |
| 17 AFCA Awards                           | Mejor película                | Iain Canning   |
| 17 AFCA Awards                           | Mejor película                | Emile Sherman  |
| 17 AFCA Awards                           | Mejor actriz                  | Mia Wasikowska |
| 17 AFCA Awards                           | Mejor película                | Mandy Walker   |
| 7 Asia Pacific Screen Awards             | Achievement in Cinematography | Mandy Walker   |
| Dublin Film Critics' Circle 2013         | Mejor actriz                  | Mia Wasikowska |
| Gotham Awards 2013                       | Mejor actriz                  | Mia Wasikowska |
| 19 San Diego Film Critics Society Awards | Mejor actriz                  | Mia Wasikowska |
| 70 Venice Film Festival                  | León de Oro                   | John Curran    |